# Joseph W. Clift

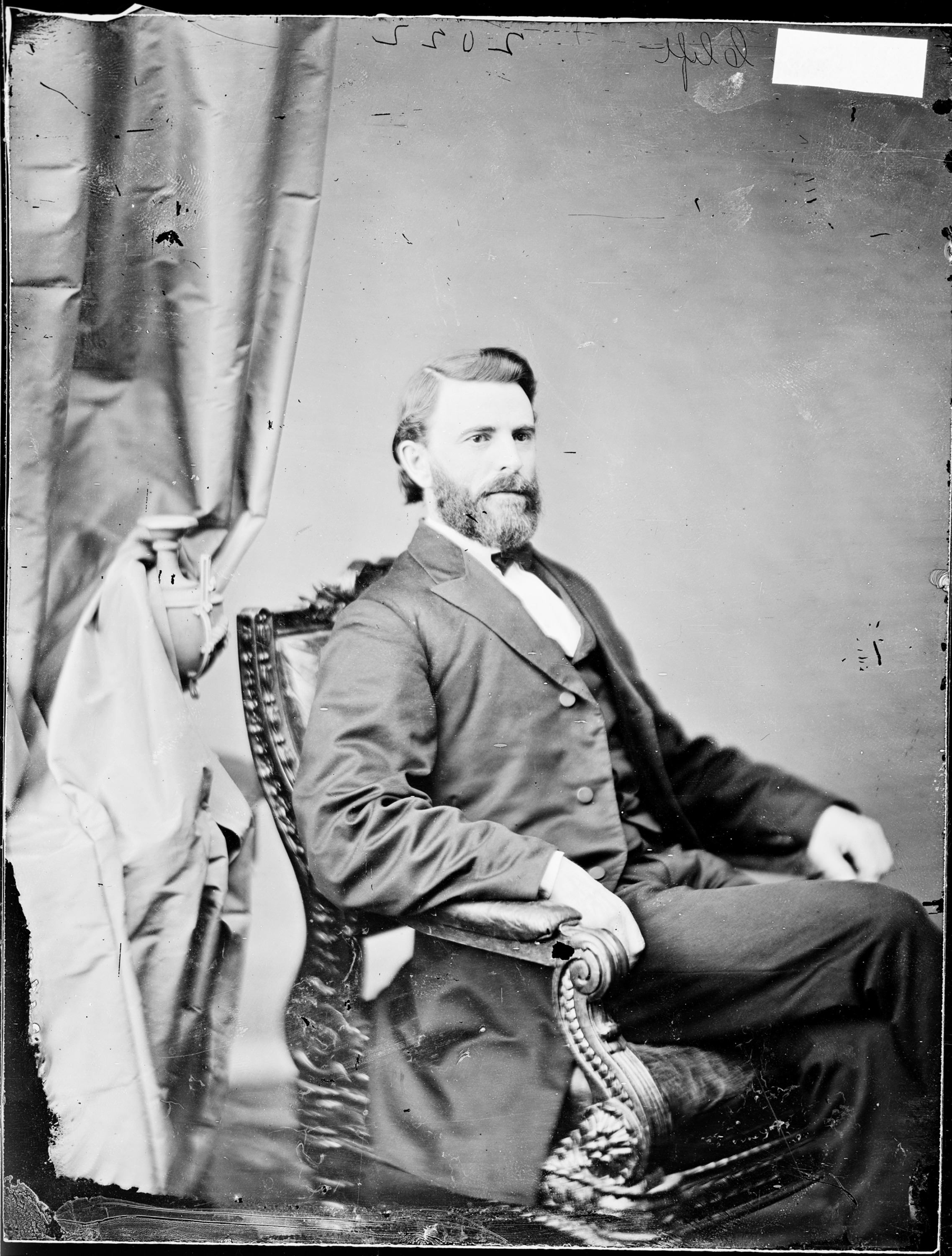
Joseph W. Clift

Joseph Wales Clift (* 30. September 1837 in North Marshfield, Plymouth County, Massachusetts; † 2. Mai 1908 in Rock City Falls, New York) war ein US-amerikanischer Politiker. Zwischen 1868 und 1869 vertrat er den Bundesstaat Georgia im US-Repräsentantenhaus.

## Werdegang
Joseph Clift besuchte die öffentlichen Schulen seiner Heimat und danach die Phillips Exeter Academy in Exeter (New Hampshire). Anschließend studierte er bis 1862 an der Harvard University Medizin. In den folgenden Jahren war er während des Bürgerkrieges Arzt im Unionsheer. Bis 1866 blieb er im Militärdienst, danach praktizierte er als Arzt in Savannah (Georgia). In dieser Stadt war er auch als Urkundenbeamter (Registrar) angestellt.
Politisch war Clift Mitglied der Republikanischen Partei. Nach der Wiederzulassung des Staates Georgia zur Union wurde er 1868 als deren Kandidat im ersten Wahlbezirk von Georgia in das US-Repräsentantenhaus in Washington, D.C. gewählt, wo er am 25. Juli 1868 sein neues Mandat antrat. Bis zum 3. März 1869 beendete er dort die laufende Legislaturperiode. Diese Zeit war von den Diskussionen um die Reconstruction in den ehemaligen Staaten der Konföderation geprägt. Clift sah sich auch als Sieger der regulären Kongresswahlen 1868. Allerdings wurde ihm sein Sitz im Kongress verweigert. Daher kam es in seinem Distrikt zu einer Nachwahl, die dann der Demokrat William W. Paine gewann.
Nach seiner Zeit im US-Repräsentantenhaus kehrte Joseph Clift nach Massachusetts zurück, wo er als Arzt arbeitete. Politisch ist er nicht mehr in Erscheinung getreten. Er starb am 2. Mai 1908 in Rock City Falls und wurde in North Marshfield beigesetzt.